# Zandstraat (Zaltbommel)
De Zandstraat is een straat in de stad Zaltbommel in de Nederlandse provincie Gelderland. De straat loopt vanaf de Gamerschestraat tot de Nonnenstraat die in zijn verlengde ligt. Zijstraat van de Zandstraat is de Kommerstraat. De straat is ongeveer 150 meter lang. Aan de Zandstraat hoek Gamerschestraat 73 bevindt zich een rijksmonumentaal pand uit 1907. Ook bevindt zich aan de Zandstraat nog een gedeelte van de middeleeuwse stadsmuur van Zaltbommel.

## Trivia
Aan de Zandstraat ontstond in 1900 een schietvereniging, deze kwam voort uit een muziekvereniging de harmoniekapel "Generaal Karel van der Heyden". Later ontstond er uit deze schietvereniging een weerbaarheidskorps met een onderofficier aan de leiding die uit Den Bosch kwam. Deze onderofficier gaf exercitieoefeningen in een school aan de Zandstraat.

## Fotogalerij

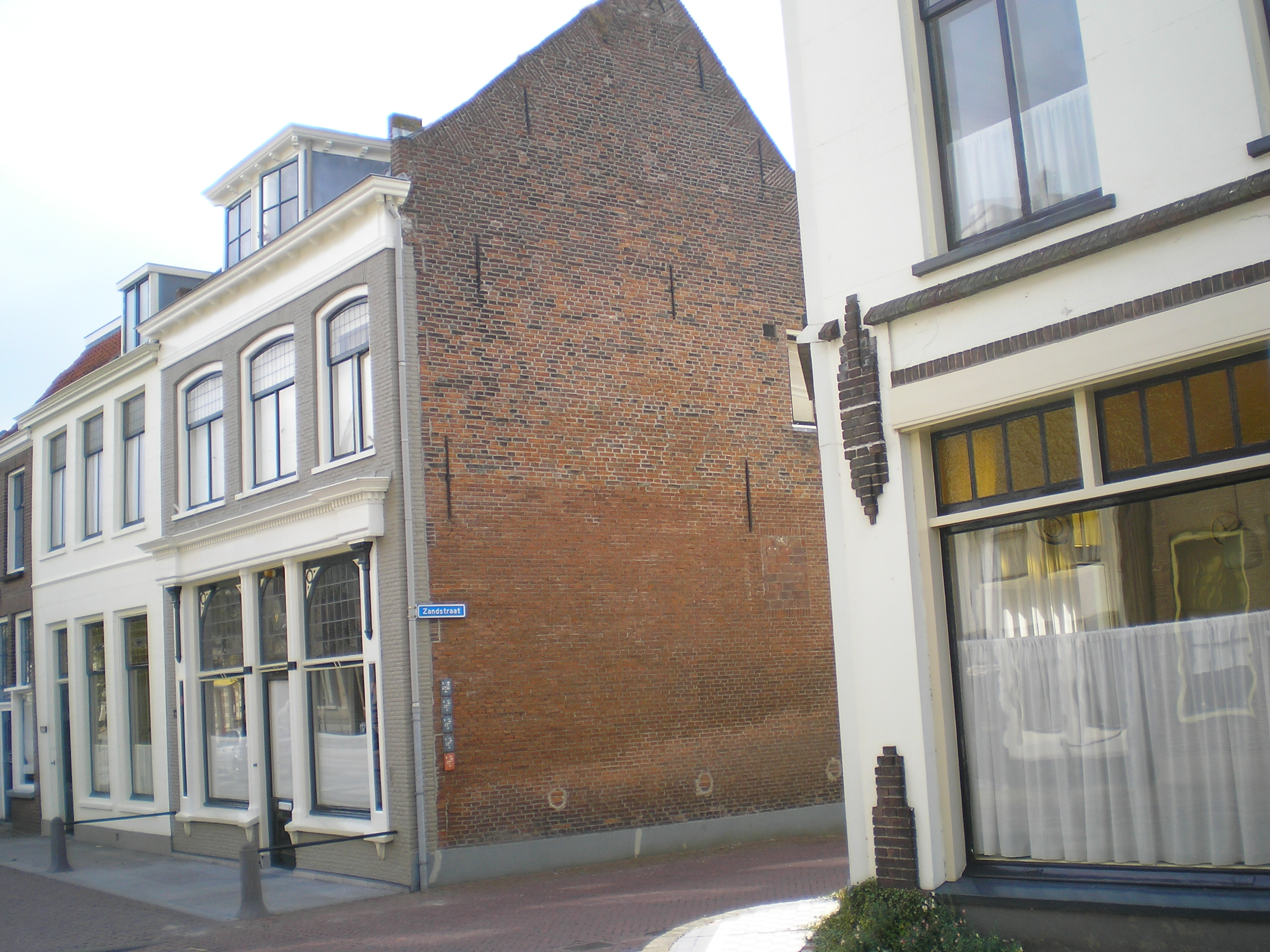
Zandstraat hoek Gamerschestraat 73 (rijksmonument)
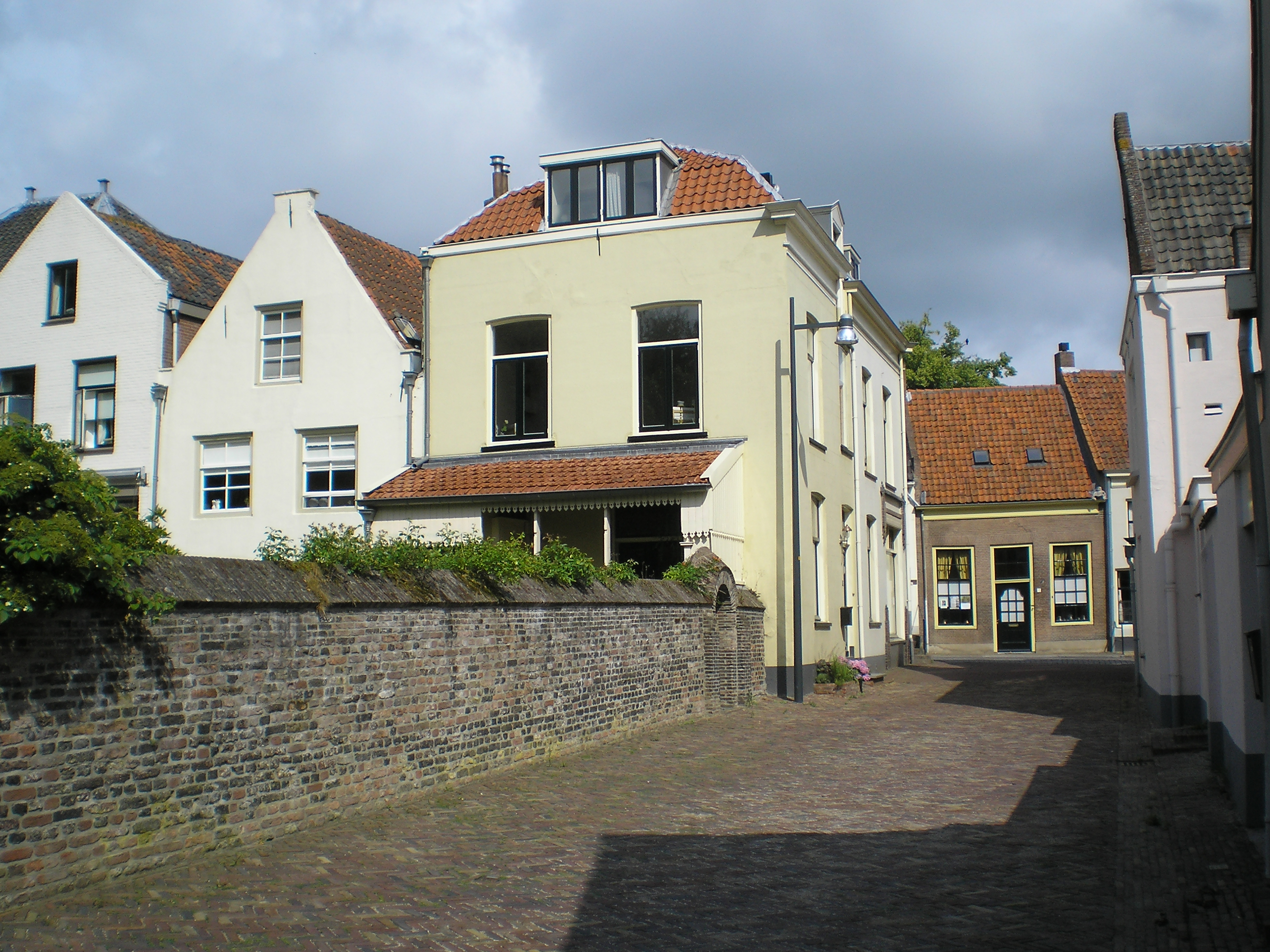
Zandstraat met links de middeleeuwse muur van Zaltbommel en achterin de Gamerschestraat
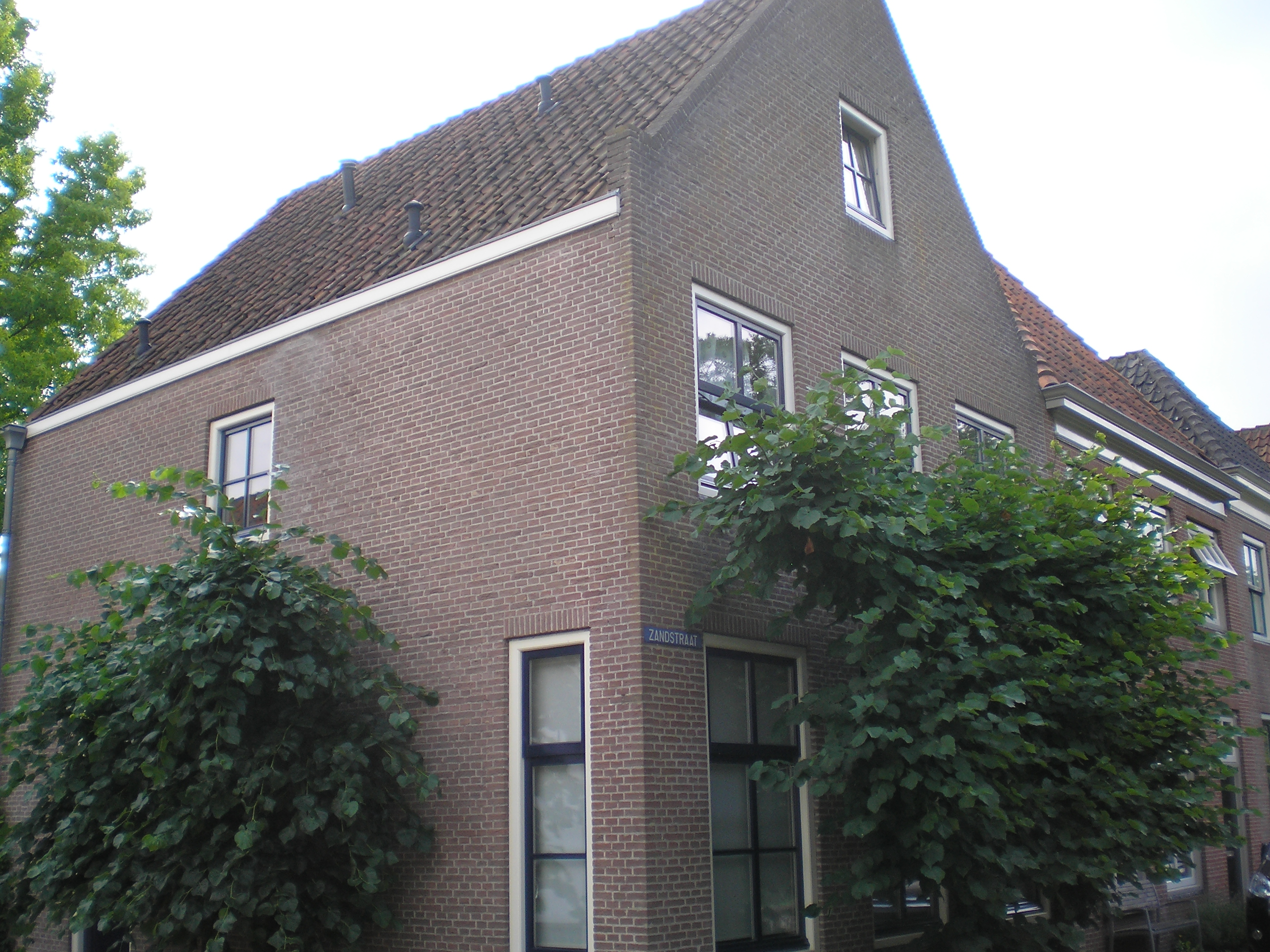
Zandstraat hoek Kommerstraat

Boschstraat ·
De Virieusingel ·
Gamerschestraat ·
Gasthuisstraat ·
Kerkplein ·
Kerkstraat · 
Korte Steigerstraat ·
Korte Strikstraat ·
Lange Steigerstraat · 
Markt ·
Nieuwstraat ·
Nonnenstraat ·
Oliemolen ·
Oliestraat ·
Steenweg ·
Tolstraat · 
Vismarkt · 
Waalkade · 
Waterstraat · 
Zandstraat